# Эфендиева, Адавие
Адавие́ Эфенди́ева (крымскотат. Adaviye Efendiyeva, Адавие Эфендиева; 1879, Евпатория — 1944, близ Самарканда, Узбекистан) — крымско-татарская художница-орнаменталистка, работавшая в технике орьнек.

## Биография
Родилась в 1879 году в крымском городе Евпатория. С ранних лет искусству вышивки и ткачества её обучала бабушка. За станок для вышивки (кергеф) впервые села в возрасте 12 лет, а через 4 года отец купил ей ткацкий станок (токъума тезьях). Для обучения дочери он нанял мастера по ткачеству. В 1928 году была руководителем кружка национальной вышивки Евпаторийского музея, занималась обучением технике вышивки. В 1930 году стала работницей артели, затем была инструктором вышивки в артели «Эски Орнек» («Старинный узор»). До 1937 года создала более 500 орнаментов. Умерла в 1944 году во время депортации недалеко от Самарканда. Реабилитирована.

## Творчество
С 1935 года принимала участие в художественных выставках. Впервые её рисунки были представлены на Московской выставке мастеров народного искусства татар и караимов Крыма, а также на I Всероссийской выставке самодеятельности в изобразительном искусстве. Изделия с её орнаментами экспонировались в Европе и США. Является автором более 200 орнаментальных композиций. Среди её произведений — скатерти, свадебные полотенца, пояса с узорами. По мнению искусствоведа Исмета Заатова, для её творчества характерны «чёткость рисунка, своеобразная композиция». Сама Адавие Эфендиева о своих композициях говорила так: «Мои орнаменты — мои мысли». Среди её учеников из евпаторийской артели «Промшвей» есть вышивальщицы Алиева, Бекирова и другие. Эскизы и рисунки Эфендиевой хранятся в фондах Центрального музея Тавриды (Симферополь).
- Композиция (июнь 1943)
- Вырезка (май 1943)